# Mulay Yusuf
Mulay Yúsuf va ser un sultà del Marroc, de Fes, de Tafilalet, de Marraqueix i de Sus, comendador dels creients (Meknès, 1882 - Fes, 1927), membre de la dinastia alauita. Va ser el cinquè dels fills del sultà Hasan I i la seva cinquena esposa, Lalla Ruqiya. Va ser també el pare de Mohàmed V.
Va succeir el seu germà Abd al-Hafid el 1912, quan aquest es va veure obligat a abdicar després del tractat de Fes que va convertir al Marroc en un protectorat francès i va acceptar el tractat franc-espanyol delimitant les dues zones d'influència i establint l'autoritat del khalifa a Tetuán.
El seu regnat va estar marcat per les freqüents revoltes contra l'ocupació francesa, destacant entre elles l'aixecament amazic conduït per Abd el-Krim al territori del Rif.
Per assegurar la seva pròpia seguretat, va traslladar la capital de Fes a Rabat.
El va succeir el seu fill Mohàmed V el 1927.

## Distincions honorífiques

### Distincions honorífiques marroquines
- Gran mestre de l'Ordre Alauí.

### Distincions honorífiques espanyoles
- Cavaller gran creu de l'Ordre d'Isabel la Catòlica.